# 91. п. н. е.

## Догађаји
- Римски трибун Марко Ливије Друз предлаже да се римско грађанско право прошири на грађане савезничких италијанских градова, након чега је убијен, што широм Италије изазива побуну која ће ескалирати у Савезнички рат.

## Смрти
- Квинт Цецилије Метел Нумидски
- Марко Ливије Друз